# 卢德维格·奥贝里
卢德维格·奥贝里（瑞典語：Ludvig Noa Åberg，1999年10月31日—）是瑞典的一位男子高爾夫球手，八歲時開始接觸高爾夫球，他參加PGA巡迴賽及歐洲巡迴賽的賽事。他在2023年6月成為職業球手，代表歐洲參加了同年萊德盃。